# Thomas Shirley
Sir Thomas Ulric Curzon Shirley, KBE, CB, FRAeS, FIEE (* 4. Juni 1908; † 16. Januar 1982) war ein britischer Offizier der Royal Air Force, der zuletzt als Generalmajor (Air Vice Marshal) zwischen 1964 und 1966 Kommandierender General AOC-in-C (Air Officer Commanding in Chief) des Fernmeldekommandos der Luftstreitkräfte (RAF Signals Command) war.

## Leben

### Offiziersausbildung, Zweiter Weltkrieg und Stabsoffizier
Thomas Ulric Curzon Shirley begann nach dem Schulbesuch 1925 eine Ausbildung zum Flugzeugmechaniker des achten Ausbildungslehrgangs an der Electrical and Wireless School auf der Militärbasis Flowerdown. Nach deren Beendigung begann er 1928 seine Offiziersausbildung als Flight Cadet der B-Staffel an der Royal Air Force College Cranwell, wo er sich als Flight Cadet Corporal engagierte und sowohl mit der Hyde Thompson Trophy als auch mit der Humanistics Trophy ausgezeichnet wurde. Nach Abschluss seiner Offiziersausbildung wurde er am 26. Juli 1930 als Berufssoldat (Permanent Commission) mit dem Dienstgrad eines Leutnants (Pilot Officer) in die Royal Air Force (RAF) übernommen und als Pilot zur No. 4 Squadron RAF versetzt. Er wurde am 26. Januar 1932 zum Oberleutnant (Flying Officer) befördert und begann am 23. April 1934 einen Fernmeldetruppenlehrgang an der Electrical and Wireless School. Nach dessen Beendigung wurde er am 15. Juli 1935 zunächst Fernmeldeoffizier der No. 13 Squadron RAF und erhielt dort am 26. Januar 1936 seine Beförderung zum Hauptmann (Flight Lieutenant), woraufhin er am 1. Oktober 1936 als Fernmeldeoffizier zum Militärflughafen RAF Kai Tak versetzt wurde.
Nachdem Thomas Shirley am 1. Oktober 1938 Major (Squadron Leader) befördert worden war, übernahm er am 11. Juni 1938 zunächst den Posten als Fernmeldeoffizier im Hauptquartier der Luftstreitkräfte im Fernen Osten (RAF Far East) und wurde im Anschluss am 28. November 1938 zum Luftstützpunkt RAF Seletar versetzt. Daraufhin wechselte er am 6. März 1940 aus Fernmeldeoffizier zum Hauptquartier der Luftstreitkräfte im Mittleren Osten (RAF Middle East) sowie am 24. April 1940 zum Technischen Dienst der RAF. In der Folgezeit war er im Zweiten Weltkrieg ab dem 1. Dezember 1940 Stabsoffizier in der Abteilung Telekommunikation des Luftwaffenstabes. Nachdem er 1941 das RAF Staff College Bulstrode Park absolviert hatte, wurde er 1941 Kommandeur (Commanding Officer) eines Fernmeldgeschwaders sowie 1945 stellvertretender Leiter der Fernmeldeabteilung im Luftwaffenstab. Für seine Verdienste im Zweiten Weltkrieg wurde er am 1. Januar 1946 zum Commander des Order of the British Empire (CBE) ernannt und außerdem im Kriegsbericht erwähnt (Mentioned in dispatches).

### Nachkriegszeit und Aufstieg zum Air Vice Marshal
Shirley, der am 1. Oktober 1946 zum Oberstleutnant (Wing Commander) befördert wurde, wurde am 23. Juni 1947 zum Leitenden Fernmeldeoffizier des Luftwaffentransportkommandos (RAF Transport Command) ernannt und erhielt dort bereits am 1. Juli 1947 seine nächste Beförderung zum Oberst (Group Captain). 1948 besuchte er das Combined Staff College (CSC) und wurde nach dessen Beendigung am 18. September 1950 Aide-de-camp von König Georg VI. sowie am 6. November 1950 Leiter der Abteilung Hochfrequenztechnik im Luftwaffenstab. Er war vom 6. Februar 1952 bis zum 1. Februar 1953 zugleich Aide-de-camp von Königin Elisabeth II. und wurde am 1. Januar 1953 Brigadegeneral (Air Commodore) befördert.
Nachdem Thomas Shirley 1956 das Imperial Defence College (IDC) besucht hatte, wurde er am 1. Januar 1957 Kommandant (Air Officer Commanding) der Technischen Luftwaffenschule (RAF Technical College) auf dem Stützpunkt RAF Henlow sowie am 1. März 1959 Leitender Technikstabsoffizier STSO (Senior Technical Staff Officer) im Hauptquartier des Luftwaffenkampfkommandos (RAF Fighter Command). Dort erfolgte am 1. Januar 1960 seine Beförderung zum Generalmajor (Air Vice Marshal) sowie am 10. Juni 1960 zum Companion des Order of the Bath (CB).
Zuletzt wurde Shirley, der auch Fellow der Royal Aeronautical Society (FRAeS) sowie der Institution of Electrical Engineers (FIEE) war, am 1. Februar 1964 Nachfolger von Air Vice Marshal Walter Pretty Kommandierender General AOC-in-C (Air Officer Commanding in Chief) des Fernmeldekommandos der Luftstreitkräfte (RAF Signals Command). Am 1. Januar 1966 wurde er zum Knight Commander des Order of British Empire (KBE) geschlagen und führte seither den Namenszusatz „Sir“. Am 7. Mai 1966 musste er seinen Posten als Befehlshaber des RAF Signals Command aus gesundheitlichen Gründen vorzeitig an Air Vice Marshal Benjamin Ball übergeben. Drei Monate später schied er schließlich am 9. August 1966 aus dem aktiven Militärdienst und trat in den Ruhestand.

## Weblink
- Air Vice-Marshal Sir Thomas Shirley (rafweb.org)